# Coregonus danneri
Coregonus danneri és una espècie de peix de la família dels salmònids i de l'ordre dels salmoniformes que es troba a Europa: llac Traunsee (Àustria).